# Leucocarpeae
Leucocarpeae Conzatti, 1910 è una tribù di piante spermatofite, dicotiledoni appartenenti alla famiglia delle Phrymaceae.

## Etimologia
Il nome della tribù deriva dal suo genere tipo Leucocarpus D. Don., 1831 la cui etimologia deriva da due parole, una greca "leuco" (= bianco, luminoso) e l'altra latina "carpus" (= frutta) la cui frutta delle specie di questo genere sono delle bacche bianche.
Il nome scientifico è stato definito dal botanico italiano ed esploratore Cassiano Conzatti (13 agosto 1862, Civezzano – 2 marzo 1951, Oaxaca), direttore del "Oaxaca Botanical Garden" in Messico nella pubblicazione "Flora Sinoptica Mexicana: Segunda Edicion - 2: 170. 1910" del 1910.. Altri testi danno la priorità al botanico francese Georges Rouy (1851 – 1924) con una pubblicazione del 1909.

## Descrizione

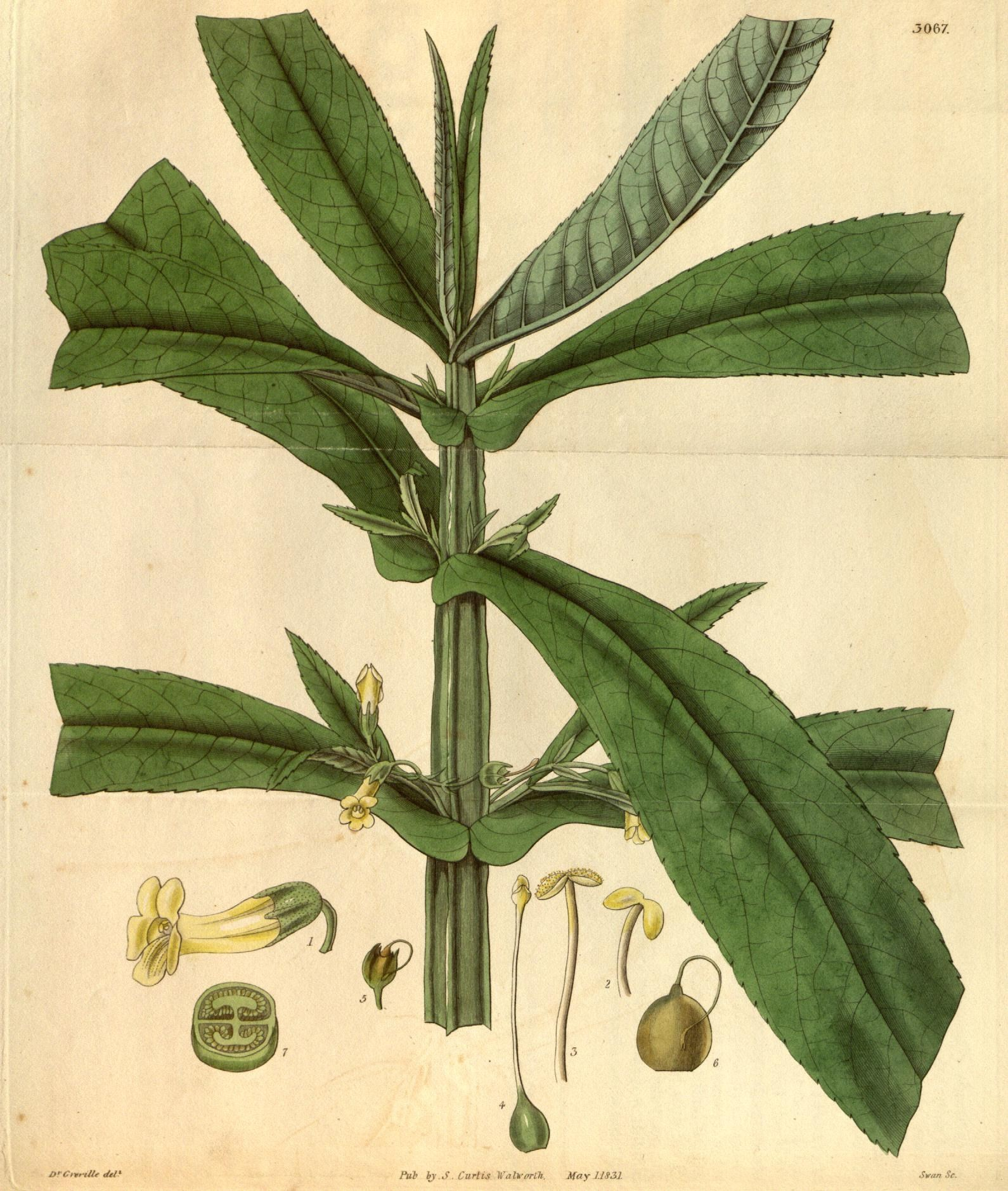
Le foglie
Leucocarpus perfoliatus

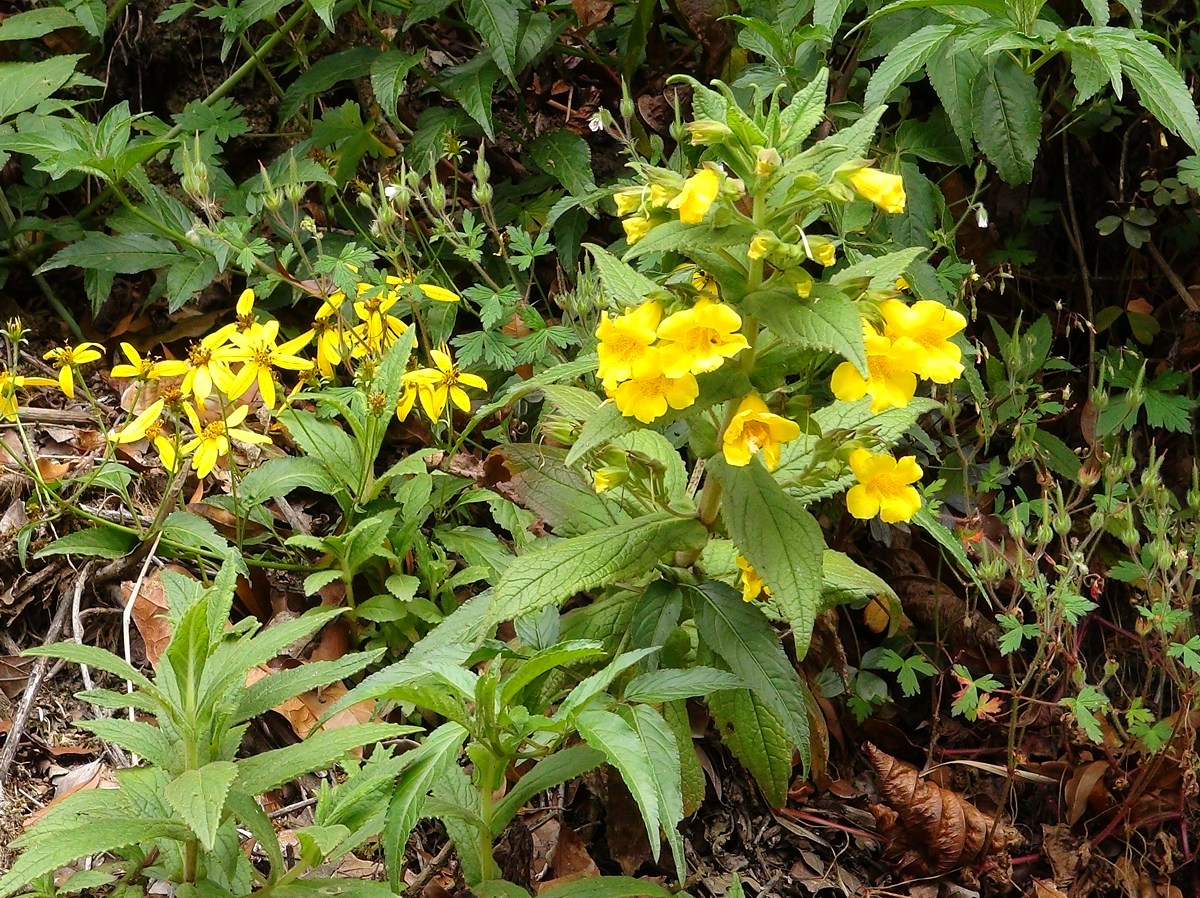
Infiorescenza
Hemichaena fruticosa

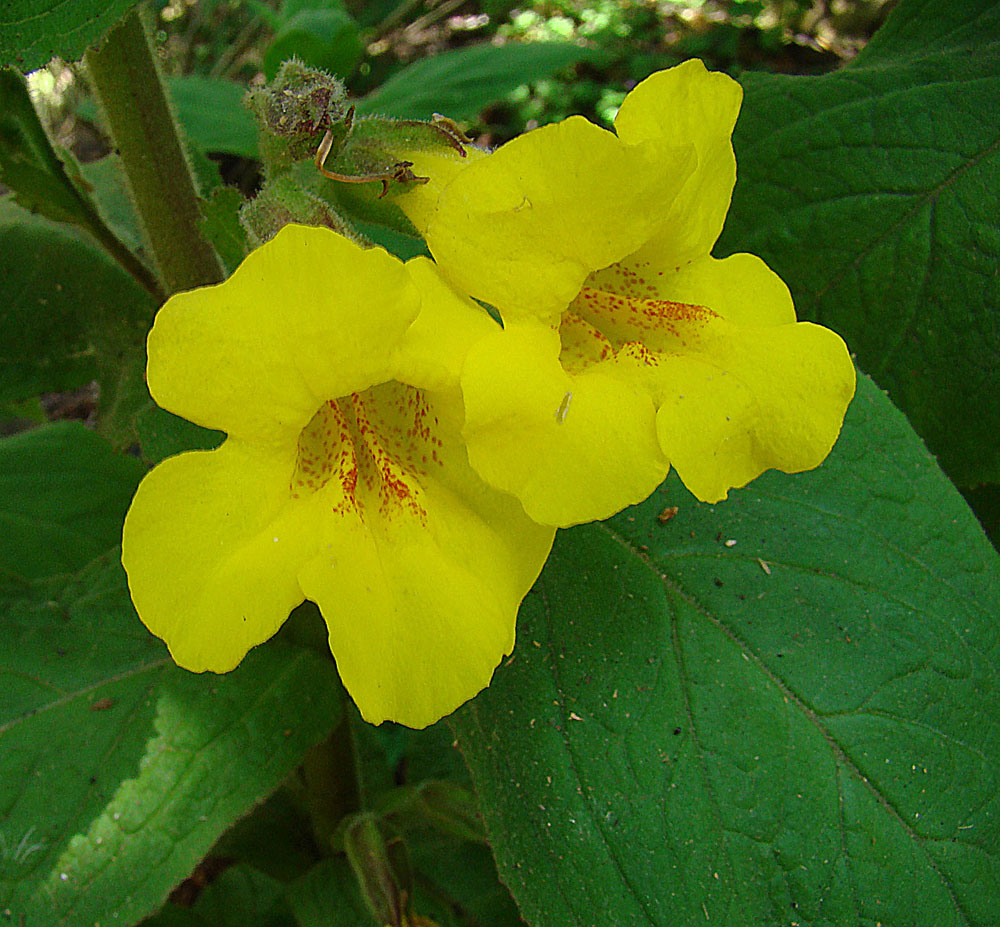
I fiori
Hemichaena fruticosa

- Il portamento delle specie di questa tribù è formato da erbe perenni suffrutescenti o arbustive. Le piante possono essere da glabre a viscido-villose o ghiandolari-pubescenti; in genere i peli sono semplici. Il fusto (solamente in Leucocarpus), poco ramoso, ha una sezione quadrangolare a causa della presenza di fasci di collenchima posti nei quattro vertici, mentre le quattro facce sono concave con spigoli alati. Sono presenti dei rizomi verticali anche legnosi.[1][6][7][8]
- Le foglie sono disposte a verticilli alterni a 2 a 2 opposte. Sono sessili o brevemente picciolate. La lamina ha delle forme da lanceolate (o lineari-lanceolate) a ovoidi con bordi seghettati e apici acuminati. Alla base sono cordato-amplessicauli. La superficie delle foglie è percorsa da venature pennate.
- Le infiorescenze a grappolo (o racemose) sono cimose formate da pochi fiori (massimo una decina) in posizione ascellare. I fiori sono grandi ed appariscenti; sono inoltre brevemente pedicellati.
- I fiori sono ermafroditi, debolmente o fortemente zigomorfi e tetraciclici (ossia formati da 4 verticilli: calice– corolla – androceo – gineceo) e pentameri (i verticilli del perianzio hanno 5 elementi).

- Formula fiorale. Per la famiglia di queste piante viene indicata la seguente formula fiorale:

x K (2+3), [C (2+3), A 2+2], G (2), supero, capsula/bacca.
- Il calice, più o meno zigomorfo e gamosepalo, è formato da un tubo da campanulato a tubolare terminante con 5 denti (o lobi) a forma triangolare (i due lobi anteriori sono diversi dai 3 posteriori - struttura 2/3). La superficie in corrispondenza dei denti è percorsa da 5 coste longitudinali. A volte il calice si presenta con una consistenza membranosa.

- La corolla gamopetala è tubolosa (il tubo può essere abbastanza più lungo del calice), più o meno bilabiata (corolla zigomorfa) e termina con 4 - 5 ampi lobi patenti, arrotondati e colorati di giallo. Le fauci sono carenate e screziate di rosso. La corolla può essere subruotata.

- L'androceo è formato da 4 stami didinami inclusi oppure sporgenti dalla corolla. I filamenti sono adnati alla corolla e sono glabri. Le antere sono pendenti dalla cima dei filamenti. Le teche sono 2 ed hanno delle forme più o meno ovoidi e sono da divergenti a parallele. La deiscenza delle antere è longitudinale. Il polline è tricolpato.

- Il gineceo è bicarpellare (sincarpico - formato dall'unione di due carpelli connati) ed ha un ovario supero con forme da ovoidi a globose. L'ovario è biloculare con placentazione parietale/assile. Lo stilo è filiforme e unico inserito all'apice dell'ovario con stigma in genere bifido (bilobo con lobi ineguali). Lo stilo è persistente dopo l'abscissione della corolla, ma non alla fruttificazione.

- I frutti sono delle capsule o delle bacche biancastre. I semi sono numerosi con forme da lineari-oblunghe a subglobose e teste reticolate (o striate).

## Riproduzione
- Impollinazione: l'impollinazione avviene tramite insetti (impollinazione entomogama) o il vento (impollinazione anemogama).[1]
- Riproduzione: la fecondazione avviene fondamentalmente tramite l'impollinazione dei fiori (vedi sopra).
- Dispersione: i semi cadendo (dopo aver eventualmente percorso alcuni metri a causa del vento - dispersione anemocora) a terra sono dispersi soprattutto da insetti tipo formiche (disseminazione mirmecoria).

## Distribuzione e habitat
La distribuzione delle specie di questa tribù è unicamente centro-americana con climi tropicali o sub-tropicali.

## Tassonomia
La famiglia di appartenenza di questo gruppo (Phrymaceae) comprende 13 generi con meno di 200 specie La tribù Leucocarpeae è una delle tribù nella quale è divisa la famiglia.

### Composizione della tribù
La tribù comprende 2 generi e 6 specie:
| Genere                   | Numero specie                                              | Distribuzione     |
| ------------------------ | ---------------------------------------------------------- | ----------------- |
| Hemichaena Benth., 1841  | 5                                                          | America Centrale  |
| Leucocarpus D. Don, 1831 | Una specie: Leucocarpus perfoliatus Humb., Bonpl. & Kunth. | America tropicale |

### Filogenesi

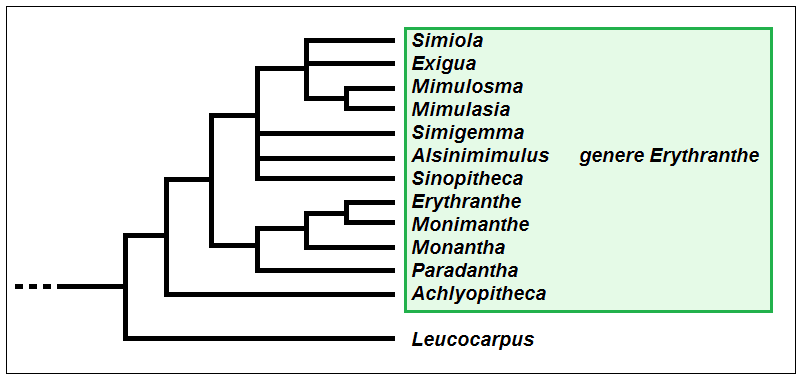
Cladogramma della tribù

In base ad alcune ricerche sul DNA di tipo filogenetico la circoscrizione della tribù andrebbe rivista. Dallo studio citato risulta che il genere Mimulus non è monofiletico. Secondo la circoscrizione tradizionale del genere al suo interno si trovano nidificate diverse specie appartenenti a generi diversi: Hemichaena, Berendtiella (è un sinonimo di Hemichaena) e Leucocarpus. Inoltre alcune sue sezioni formano un clade separato con i generi  Glossostigma e Peplidium.
Uno studio cladistico ancora più recente ha suddiviso la famiglia Phrymaceae in quattro cladi. Alla tribù di questa voce va tolto il genere Hemichaena (assegnato alla tribù Mimuleae) e aggiunto il genere Erythranthe Spach, 1840 suddiviso nelle 12 sezioni seguenti:
- (1) sect. Achlyopitheca G.L. Nesom & N.S. Fraga (3 specie) - Distribuzione: Nord America e Messico
- (2) sect. Paradantha (A.L. Grant) G.L. Nesom & N.S. Fraga (11 specie) - Distribuzione: Nord America e Messico
- (3) sect. Monantha G.L. Nesom & N.S. Fraga (2 specie) - Distribuzione: Nord America e Messico
- (4) sect. Monimanthe (Pennell) G.L. Nesom & N.S. Fraga (3 specie) - Distribuzione: Nord America e Messico
- (5) sect. Erythranthe (7 specie) - Distribuzione: Nord America e Messico
- (6) sect. Alsinimimulus G.L. Nesom & N.S. Fraga (una specie: Erythranthe alsinoides (Douglas ex Benth.) G.L. Nesom & N.S. Fraga - Distribuzione: Nord America e Messico
- (7) sect. Simigemma G.L. Nesom & N.S. Fraga (una specie: Erythranthe gemmipara (W.A. Weber) G.L. Nesom & N.S. Fraga - Distribuzione: Nord America e Messico
- (8) sect. Mimulosma G.L. Nesom & N.S. Fraga (18 specie) - Distribuzione: Nord America, Messico e Asia
- (9) sect. Mimulasia G.L. Nesom & N.S. Fraga (11 specie) - Distribuzione: Nord America, Messico e Asia (Himalaya)
- (10) sect. Sinopitheca G.L. Nesom & N.S. Fraga (5 specie) - Distribuzione: Cile, Asia (Himalaya) e Giappone
- (11) sect. Exigua G.L. Nesom & N.S. Fraga (una specie: Erythranthe exigua (A. Gray) G.L. Nesom & N.S. Fraga - Distribuzione: Nord America e Messico
- (12) sect. Simiola (Greene) G.L. Nesom & N.S. Fraga (48 specie) - Distribuzione: Nord America e Messico

Il cladogramma a lato tratto dallo studio citato e semplificato mostra l'attuale struttura della tribù (revisionata con le ultime ricerche).